# Serpocaulon appressum
Serpocaulon appressum là một loài thực vật có mạch trong họ Polypodiaceae. Loài này được (Copel.) A.R. Sm. mô tả khoa học đầu tiên năm 2006.